# Vijzel (waterschroef)

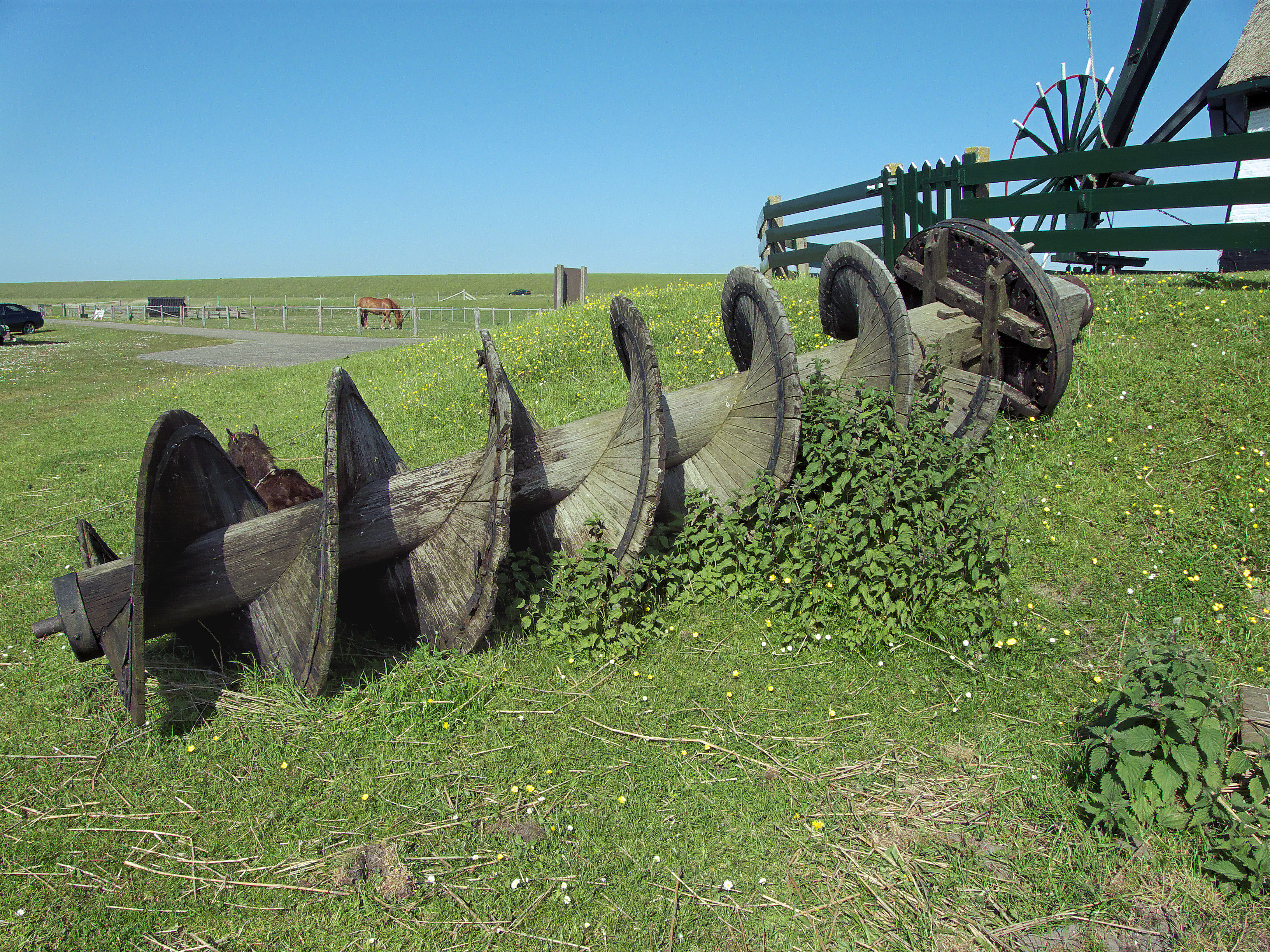
Houten molenvijzel: Het Noorden

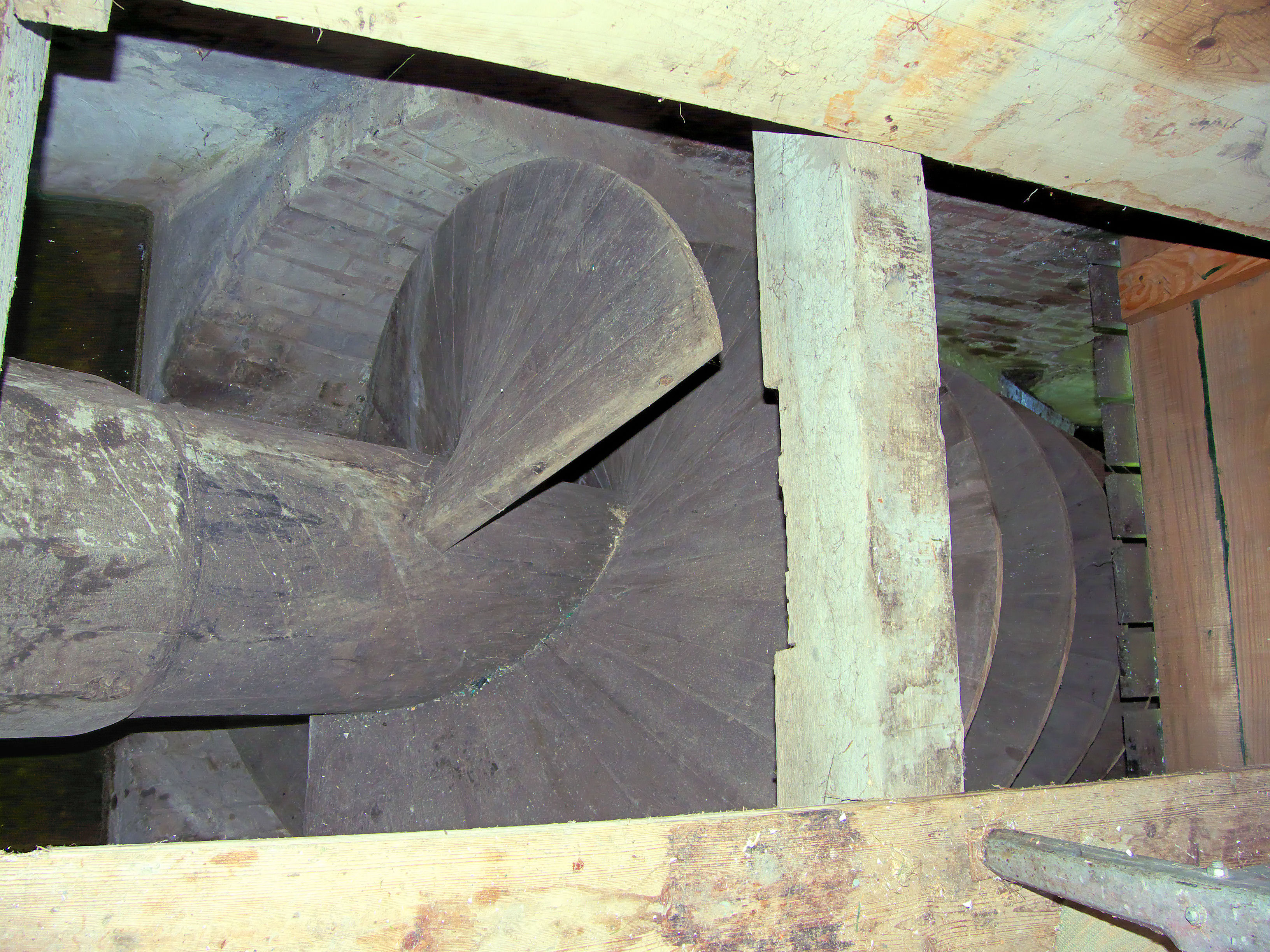
Houten vijzel: Dorregeestermolen

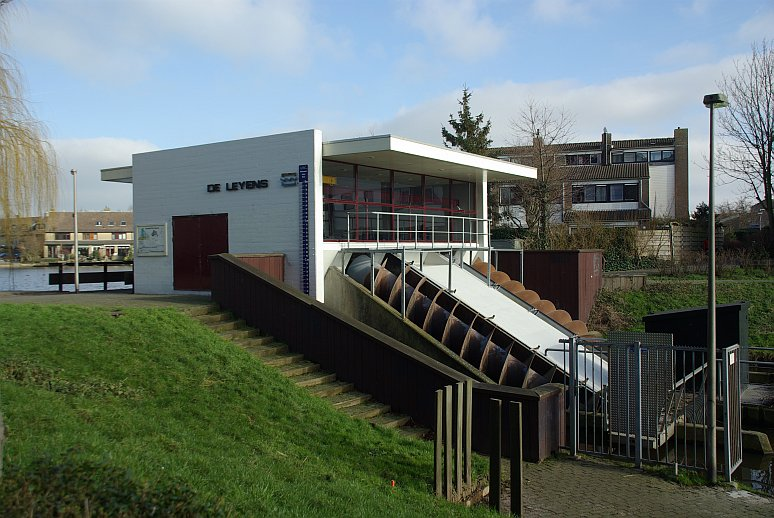
Vijzelgemaal de Leyens in Zoetermeer

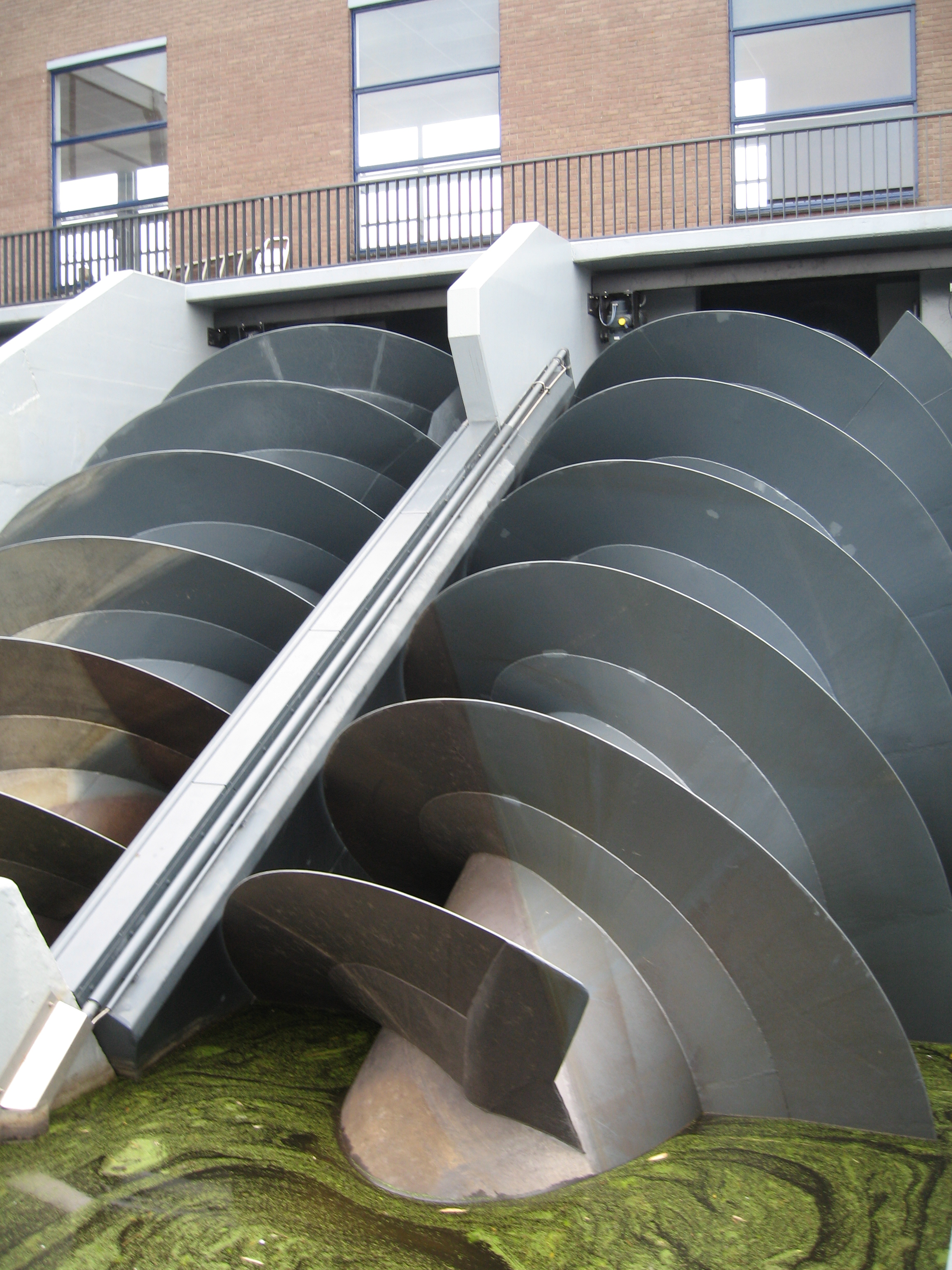
Vijzels bij het gemaal van Kinderdijk

Een vijzel is een variant van de schroef van Archimedes en schroeft het water van laag naar hoog. De vijzel heeft 2 of 3 schroefgangen. Een door een buis omsloten vijzel wordt tonmolen genoemd. Hierbij zit de buis vast aan de vijzel, waardoor zowel de vijzel als de buis ronddraaien. 
Sinds 1630 worden poldermolens met een vijzel toegepast bij diepere bemalingen (dieper dan 1,50 meter). Tot die tijd werden schepraderen gebruikt en waren molengangen nodig om het water verder op te voeren dan de maximale opvoerhoogte van een enkel scheprad. Vijzels werden aanvankelijk uit hout vervaardigd (zie bovenste foto); sinds 1900 worden ze ook van staal gemaakt. In windmolens zitten vijzels met een doorsnede van 1 tot 2,50 meter met een balkdikte van 30 tot 60 cm. De vijzelbalk ligt onder een hoek van 22 tot 30 graden. 
Een stalen vijzel kan het water 4 tot 5 m opvoeren. Bij grotere opvoerhoogten loopt het rendement terug doordat er water weglekt. Als de vijzel te snel ronddraait wordt het water over de balk (vijzelas) gegooid en loopt het rendement ook terug. Een houten vijzel zakt makkelijk door en heeft meer lekverliezen, waardoor de opvoerhoogte kleiner is. De hierboven genoemde tonmolen kent dergelijke verliezen niet. Tevens kunnen er dan geen vissen vermalen worden in de spleet tussen de vijzel en de kom.
Bij een vijzel wordt het water voor het grootste gedeelte gedragen door de vijzelkom, een halfcirkelvormige kuip. De schroefgangen stuwen niet alleen het water omhoog, maar dragen ook een gedeelte van het water. Een tonmolen wordt alleen aan de uiteinden ondersteund en draagt hiertussen het hele gewicht van zichzelf en het opgevoerde water. Bij een grote lengte wordt het gewicht van het water te groot waardoor de opvoerhoogte van een tonmolen kleiner is dan die van een vijzel met een losse vijzelkom. 
De overbrengingsverhouding van vijzelmolens is meestal 1:2; een omwenteling van het wiekenkruis geeft twee omwentelingen van de vijzel.

## Vijzellengte
De opvoerhoogte van het water is afhankelijk van de lengte van de vijzel en de hellingshoek. Bij een 9 meter lange vijzel en een hellingshoek van 30 graden is de opvoerhoogte 4,5 meter en bij een 3 meter lange vijzel is deze 1,5 meter.

## Waterverzet
De hoeveelheid opgevoerd water hangt onder meer af van de hellingshoek van de vijzel, de plaats van het vulpunt, de diameter van de vijzel, het aantal schroefgangen, de spoed, de schoepdikte, de diameter van de vijzelbalk en het lekverlies. Zo geldt voor een driegangige houten vijzel met hellingshoek van 30 graden en een lekverlies van 10% de volgende formule:
{\displaystyle K=n\cdot {\tfrac {3}{8}}\cdot {\tfrac {\pi }{4}}\cdot \left(D^{2}-d^{2}\right)\left(S-3s\right)\cdot 90\%\,{\scriptstyle {\text{door lekverlies}}}}
waarbij
- K = de hoeveelheid opgevoerd water in m³ per minuut
- n = het aantal omwentelingen van de vijzel per minuut
- D = diameter in meters
- d = balkdiameter in meters
- S = spoed in meters
- s = schoepdikte in meters